# Salgótarján megállóhely
Salgótarján megállóhely egy Nógrád vármegyei vasútállomás, Salgótarján településen, melyet a MÁV üzemeltet.

## Története
1867-ben adták át a vasutat. ugyanebben az időben készült el a Magyar Királyi Államvasutak szabványterv épülete. Akkor még Salgótarján-Főtér volt a neve. 1945-ben a második világháború idején az állomást újjáépítették, igaz a 2. vágányt nem. 1965-ben átépítették magasvasúti típusú épületre az állomást. Ekkor szedték fel a 3. és a 4. vágányt. 1971-ben a mai állomást átadták.

## Vasútvonalak
Az állomást az alábbi vasútvonalak érintik:
- Hatvan–Somoskőújfalu-vasútvonal

## Kapcsolódó állomások
A vasútállomáshoz az alábbi állomások vannak a legközelebb:
- Somoskőújfalu vasútállomás (Hatvan–Somoskőújfalu-vasútvonal)
- Salgótarján külső vasútállomás (Hatvan–Somoskőújfalu-vasútvonal)

## Forgalom
| Járat        | Útvonal | Gyakoriság   |
| ------------ | --- | ------------ |
| személyvonat | Hatvan – Mátravidéki Erőmű – Lőrinci – Selyp – Apc-Zagyvaszántó – Jobbágyi – Szurdokpüspöki – Pásztó – Mátraszőlős-Hasznos – Tar – Mátraverebély – Nagybátony – Kisterenye – Kisterenye-Bányatelep – Zagyvapálfalva – Salgótarján külső – Salgótarján – Somoskőújfalu | 1-2 óránként |